# Józef z Saksonii-Altenburga

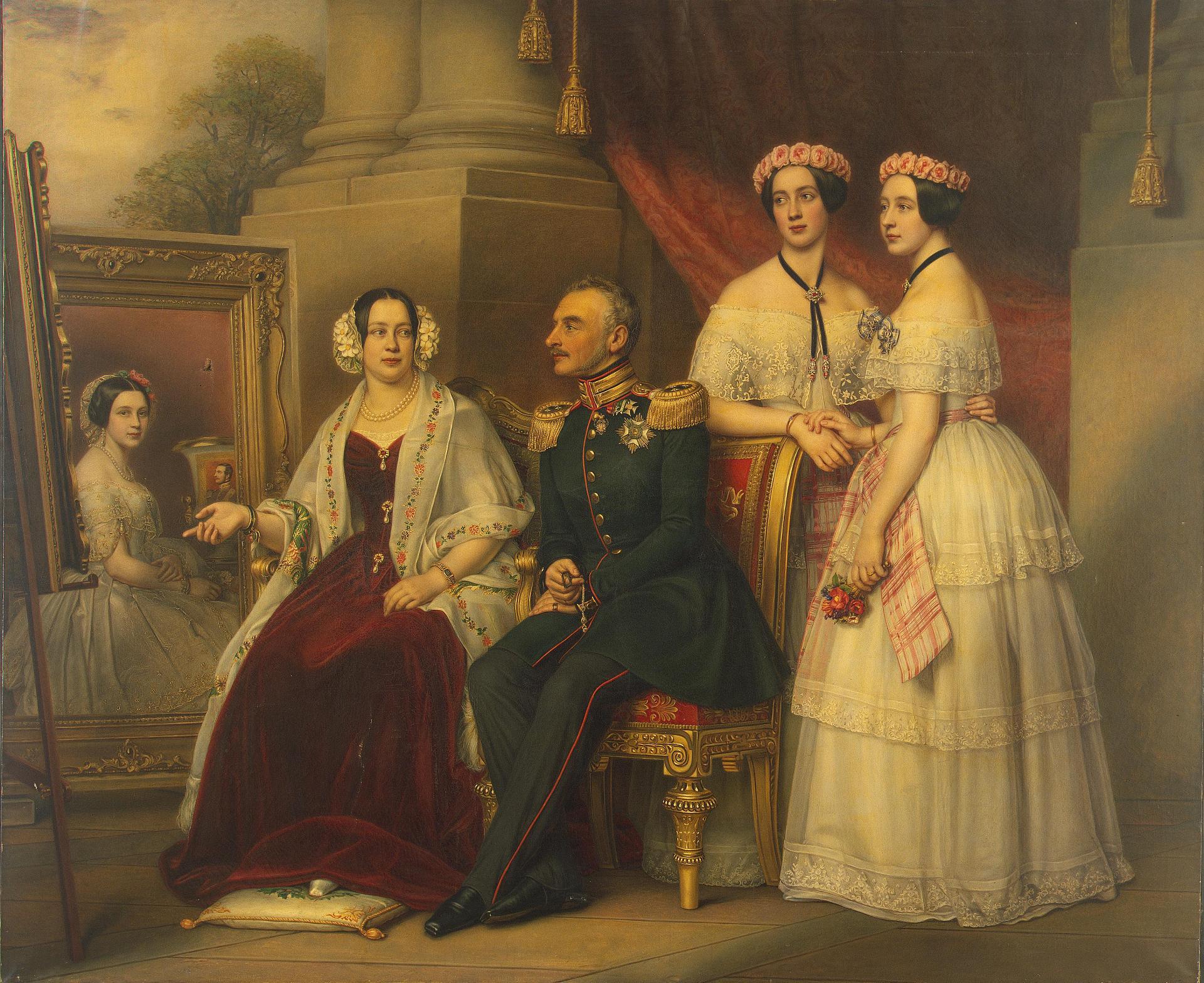
Józef, książę Saksonii-Altenburg z rodziną.

Józef Jerzy Fryderyk Ernest Karol (ur. 27 sierpnia 1789 w Hildburghausen, zm. 25 listopada 1868 w Altenburgu) – książę Saksonii-Altenburg.
Był drugim, ale pierwszym, który przeżył, synem Fryderyka, księcia Saksonii-Hildburghausen (od 1826 roku Saksonia-Altenburg) i Charlotty z Meklemburgii-Strelitz. Józef odziedziczył księstwo Saksonię-Altenburg po śmierci swojego ojca w 1834 roku.
W 1814 roku, wraz z bratem Jerzym, walczył po stronie Francji w wojnach napoleońskich. Później został majorem generalnym w saksońskim wojsku.
Rząd Józefa był konserwatywny i odporny na reformy. Było to powodem jego abdykacji i rewolucji w 1848 roku.
24 kwietnia 1817 roku, w Kirchheim unter Teck, Józef ożenił się z Amelią, księżniczką Wirtembergii, córką księcia Ludwika Wirtemberskiego. Para miała szóstkę dzieci:
- Maria Wilhelmina Katarzyna (1818–1907), królowa Hanoweru;
- Paulina Friederika Henrietta (1819–1825);
- Henrietta Friederika Teresa (1823–1915);
- Elżbieta Paulina Aleksandra (1826–1896), wielka księżna Oldenburga;
- Aleksandra Fryderyka Henrietta (1830–1911), wielka księżna Rosji;
- Luiza (1832–1833).